# Ompok eugeneiatus
Ompok eugeneiatus és una espècie de peix de la família dels silúrids i de l'ordre dels siluriformes.

## Morfologia
Els mascles poden assolir els 16,5 cm de llargària total.

## Distribució geogràfica
Es troba a Malàisia, la Tailàndia peninsular, Brunei i Indonèsia, incloent-hi els rius Mekong i Chao Phraya.